# Shake It Off
«Shake It Off» (укр. Я забуду про все в танці) — пісня американської кантрі і попспівачки Тейлор Свіфт, яка вийшла 18 серпня 2014 року як 1-й сингл з п'ятого студійного альбому 1989, реліз якого відбувся в жовтні 2014 року. Сингл досяг першого місця в Billboard Hot 100. Крім того, він став 22-м синглом за всю 56-річну рок-історію, дебютувавши на першому місці, і поставив співачку за цим показником в один ряд з такими виконавцями як Майкл Джексон, Мерая Кері, Вітні Г'юстон, Елтон Джон, Брітні Спірс, Емінем та Кеті Перрі.

## Музичне відео
Кліп був знятий американським режисером Марком Романеком (лауреатом кількох премій «Греммі», в тому числі за найдорожчий кліп «Scream» 1996 року, дуету Майкла Джексона і Джанет Джексон) і випущений 18 серпня 2014 року, одночасно з релізом пісні на синглі. Він був знятий за три дні в червні 2014 року в Лос-Анджелесі. Марк Романек, відповідаючи на зауваження критиків, назвав свій кліп сатиричним злиттям різних стилів і кліше, популярних в наш час.
На відеохостингу YouTube станом на березень 2024 року відеокліп «Shake It Off» набрав 3,4 млрд переглядів.

## Живі виступи
Тейлор Свіфт вперше представила пісню «Shake It Off» у живому виконанні на церемонії 2014 MTV Video Music Awards, яка відбулася 24 серпня 2014 року. Співачка також представила пісню 4 вересня 2014 року на церемонії «2014 Germany Radio Awards» та 19 вересня 2014 року під час живого виступу на фестивалі iHeartRadio Music Festival.

## Чарти та сертифікації

### Щотижневі чарти
| Chart (2014)                              | Peak position |
| ----------------------------------------- | ------------- |
| Австралія (ARIA)                          | 1             |
| Австрія (Ö3 Austria Top 75)               | 15            |
| Бельгія (Ultratop Flanders)               | 25            |
| Бельгія (Ultratop Wallonia)               | 31            |
| Канада (Canadian Hot 100)                 | 1             |
| Чехія (IFPI)                              | 26            |
| Данія (Tracklisten)                       | 7             |
| Франція (SNEP)                            | 28            |
| Німеччина (Media Control AG)              | 19            |
| Угорщина (Single Top 40)                  | 5             |
| Ірландія (IRMA)                           | 3             |
| Italy (FIMI)                              | 16            |
| Японія (Japan Hot 100)                    | 13            |
| Нідерланди (Dutch Top 40)                 | 29            |
| Нідерланди (Mega Single Top 100)          | 92            |
| Нова Зеландія (RIANZ)                     | 1             |
| Польща (Polish Airplay Top 100)           | 20            |
| Шотландія (Official Charts Company)       | 2             |
| Словаччина (IFPI)                         | 27            |
| South Africa (EMA)                        | 4             |
| Іспанія (PROMUSICAE)                      | 2             |
| Швейцарія (Media Control AG)              | 41            |
| Велика Британія (Official Charts Company) | 2             |
| США (Billboard Hot 100)                   | 1             |

## Сертифікації та продажі
| Країна | Сертифікація  | Продажі    |
| --- | ------------- | ---------- |
| Австралія (ARIA) | 7× Платиновий | 490 000^   |
| Австрія (IFPI Austria) | Золотий       | 15 000x    |
| Канада (Music Canada) | Платиновий    | 480 000^   |
| Німеччина (BVMI) | Золотий       | 150 000^   |
| Італія (FIMI) | Платиновий    | 50,000*    |
| Японія (RIAJ) | 3× Платиновий | 750 000^   |
| Нова Зеландія (RIANZ) | 3× Платиновий | 45 000*    |
| Швеція (GLF) | Платиновий    | 40 000x    |
| Швейцарія (IFPI Switzerland) | Платиновий    | 30 000x    |
| Велика Британія (BPI) | 2× Платиновий | 962,045    |
| США (RIAA) | 9× Платиновий | 9 000 000^ |
| Streaming |               |            |
| Данія (IFPI Denmark) | Золотой       | 1,300,000^ |
| *дані про продажі засновані тільки на сертифікації ^дані про партії засновані тільки на сертифікації x не встановлені продажі засновані тільки на сертифікації |               |            |

## Історія виходу
| Країна          | Дата           | Формат                 | Лейбл                    | Каталожний номер |
| --------------- | -------------- | ---------------------- | ------------------------ | ---------------- |
| Бельгія         | 18 серпня 2014 | Digital download       | Big Machine              | 00602537993796   |
| Франція         | 19 серпня 2014 | Digital download       | Universal Music GMBH     | 0060253799379    |
| США             | 19 серпня 2014 | Digital download       | Big Machine              |                  |
| США             | 19 серпня 2014 | Contemporary hit radio | - Big Machine - Republic |                  |
| Велика Британія | 25 серпня 2014 | Contemporary hit radio | Big Machine              |                  |